# Juegos Paralímpicos de Río de Janeiro 2016
Los Juegos Paralímpicos de Río de Janeiro 2016, la decimoquinta edición de los Juegos Paralímpicos de verano, fue un evento multideportivo internacional para atletas con discapacidades que se llevó a cabo en Río de Janeiro del 7 al 18 de septiembre de 2016. Estos fueron los primeros Juegos celebrados durante el invierno, los segundos organizados por un país de América Latina, los segundos realizados en el hemisferio sur y los primeros para un país lusófono. Asimismo, se introdujeron dos nuevos deportes al programa paralímpico: piragüismo y paratriatlón. Compitieron 4359 deportistas de 160 países.

## Proceso de elección
Como parte de un acuerdo formal entre el Comité Paralímpico Internacional y el Comité Olímpico Internacional, establecido en 2001, el ganador de la candidatura a los Juegos Olímpicos de 2016 también debió organizar los Juegos Paralímpicos. Tras tres rondas de votación, el 2 de octubre de 2009, durante la 121.ª Sesión del Comité Olímpico Internacional, Río de Janeiro ganó el derecho a organizar los Juegos Olímpicos y Paralímpicos de 2016.
| 121.ª Sesión del Comité Olímpico Internacional 2 de octubre de 2009, Copenhague, Dinamarca |          |          |          |
| Ciudad                                                                                     | Votación | Votación | Votación |
| Río de Janeiro (BRA) (7)                                                                   | 26       | 46       | 66       |
| Madrid (ESP) (9)                                                                           | 28       | 29       | 32       |
| Tokio (JPN) (8)                                                                            | 22       | 20       | -        |
| Chicago (EUA) (4)                                                                          | 19       | -        | -        |

## Desarrollo y preparación
Los Juegos Panamericanos y Parapanamericanos de 2007, celebrados en Río de Janeiro, fueron los primeros organizados como eventos paralelos en la misma ciudad sede. La organización de Río de los dos eventos ayudó a proveer a la ciudad de la experiencia en la preparación de eventos multideportivos y eventos deportivos paralímpicos. Andrew Parsons, presidente del Comité Olímpico Brasileño, comentó, con relación a los labores de organización, que los equipos organizadores responsables de los Olímpicos y Paralímpicos mantuvieron una buena relación y «hablaron el mismo idioma». Parsons elogió lo bien organizados que fueron los Juegos Paralímpicos de Londres 2012 e indicó sentir que su equipo había aprendido diversas lecciones de Londres que podrían ser aplicadas en Río.

### Sedes

Mapa de Río de Janeiro con las sedes de competencias de los Juegos Olímpicos.

Al igual que en otras ocasiones, los Juegos Paralímpicos de 2016 utilizaron la mayoría de las sedes de los Olímpicos. La mayoría de las instalaciones se encontraban en Barra da Tijuca, en donde también se ubicaba la Villa Olímpica. El resto estaban localizadas en Copacabana, Maracanã y Deodoro.

#### Barra
- Arena Carioca 1 – Baloncesto en silla de ruedas y rugby en silla de ruedas
- Arena Carioca 2 – Boccia
- Arena Carioca 3 – Judo y esgrima en silla de ruedas
- Arena del Futuro – Goalbal
- Estadio Olímpico Acuático – Natación
- Centro Olímpico de Tenis – Tenis en silla de ruedas y fútbol de cinco
- Pontal – Ciclismo en ruta
- Riocentro – Levantamiento de potencia, voleibol sentado, tenis de mesa
- Arena Olímpica de Río – Baloncesto en silla de ruedas
- Velódromo Olímpico de Río – Ciclismo de pista

#### Deodoro
- Centro Nacional de Tiro – Tiro deportivo paralímpico
- Centro Nacional de Hipismo – Hipismo
- Estadio de Deodoro - Fútbol de siete

#### Maracanã
- Estadio de Maracaná – Ceremonias
- Estadio Nilton Santos – Atletismo
- Sambódromo de Marquês de Sapucaí – Tiro con arco

#### Copacabana
- Fuerte de Copacabana – Atletismo, triatlón y ciclismo de ruta
- Marina da Glória – Vela
- Lago Rodrigo de Freitas – Canotaje y remo

### Presupuesto
El presupuesto de los Juegos Paralímpicos enfrentó diversos recortes, aunque el Comité Organizador no proveyó detalles específicos. A mediados de agosto se reportó que el Comité Organizador no entregó a tiempo los ocho millones de dólares en gastos de viaje que debía entregar a finales de julio. Sin este apoyo, los Comités Olímpicos Nacionales debieron cubrir una mayor parte de los costos de transporte de sus atletas. El 15 de agosto, un vocero del Comité Organizador atribuyó los problemas financieros al clima político, que dificultaba el establecimiento de acuerdos de patrocinio, así como las bajas ventas de boletos. Sin embargo, el vocero aseguró que los Olímpicos ayudarían a atraer el interés de potenciales patrocinadores. El Comité indicó que planeaba entregar el dinero a finales de mes y que «no había la intención» de «comprometer la experiencia paralímpica». Por su parte, el alcalde de Río, Eduardo Paes, ofreció 47 millones de dólares al presupuesto de los Juegos. No obstante, una corte federal bloqueó la provisión de recursos públicos al Comité debido a la inspección pendiente de sus registros financieros.
El presidente del CPI, Philip Craven, declaró que, «Nunca en sus 56 años de historia, los Juegos Paralímpicos habían afrontado circunstancias como estas. Desde que nos enteramos de la magnitud del problema, hemos enfocado todos nuestros esfuerzos en hallar soluciones». El 19 de agosto, el CPI publicó un reporte detallando el alcance de los recortes financieros y sus efectos en los Juegos. Habrá reducciones en los servicios de transporte y en el número de centros para los medios. Además, los eventos de esgrima en silla de ruedas fueron trasladados de la Arena de la Juventud a la Arena Carioca 3 para permitir la clausura y desmantelamiento del Parque Olímpico de Deodoro.
Sobre estos cambios, Craven indicó «está en nuestro ADN paralímpico ver los obstáculos como una oportunidad para hacer las cosas de manera diferente y eso es lo que estamos haciendo aquí. Somos solucionadores de problemas por naturaleza y luchamos por lo que creemos» e iteró que estaba «completamente seguro de que Río 2016 serán los mejores Juegos en términos de desempeño deportivo». Sin embargo, señaló que diez países podrían no participar debido a su incapacidad de costear el viaje a Río, «Queremos una completa participación aquí. Queremos que todos los países elegibles envíen sus atletas a los Juegos. Es lo que los atletas merecen y es lo que desean tras años de entrenamiento y dedicación». El 18 de agosto, se levantó el mandato judicial, por lo que Paes ofreció 150 millones de reales para los Juegos. Asimismo, se aseguraron 100 millones por acuerdos de patrocinio que el gobierno federal obtuvo con empresas públicas.

### Entradas
Los problemas económicos de los Juegos Paralímpicos han sido atribuidos a las bajas ventas de boletos, pese a los reducidos costos. A mediados de agosto de 2016, los organizadores anunciaron la venta de solo el 12% de los 3.3 millones de boletos que esperaban vender. A inicios de septiembre, únicamente la mitad de las entradas para las finales habían sido vendidas.
El 23 de agosto, Greg Nugent, jefe de mercadotecnia de los Juegos Olímpicos y Paralímpicos de Londres 2012, comenzó una campaña vía Twitter conocida como #FillTheSeats (llena los asientos), instando a los usuarios de esa red social a donar dinero para apoyar con entradas a la juventud local y a personas con discapacidades. Nugent inició la campaña tras observar la gran cantidad de asientos vacíos en las sedes de competencia de los Juegos Olímpicos. Luego de que fuera apoyada por Coldplay, el 30 de agosto, la campaña alcanzó los quince mil dólares. Al día siguiente, el CPI y el Comité Organizador anunciaron su apoyo oficial a la campaña y establecieron una nueva meta de trescientos mil dólares que el CPI utilizaría para la distribución de diez mil entradas, además de comida y transporte para la ceremonia de apertura para jóvenes y personas con discapacidad.
Como parte de una nueva estrategia, el número de boletos se redujo a 2.2 millones, de los que, los más baratos, tienen un costo de diez reales. Donovan Ferreti, director de la operación de ventas de boletos, declaró a The Guardian que, a «último minuto», la demanda de boletos comenzó a incrementarse en los últimos días previos a la apertura. Sobre las entradas, explicó que «[son] realmente accesibles, más baratas que un boleto para el cine. Estamos diciendo a las personas que pueden pasar un buen momento con competiciones de gran rendimiento y tener un gran día en el Parque Olímpico».

## Desarrollo

### Apertura
La ceremonia de apertura se llevó a cabo el 7 de septiembre en el Estadio Maracaná.

### Deportes
En los Juegos de Río se disputaron 526 eventos en 22 deportes paralímpicos. Asimismo, contaron con dos nuevas disciplinas: piragüismo y paratriatlón.
| - Atletismo - Baloncesto en silla de ruedas - Boccia - Ciclismo - Ruta - Pista - Equitación - Esgrima en silla de ruedas - Fútbol 5 - Fútbol 7 | - Golbol - Levantamiento de potencia - Judo - Natación - Paratriatlón - Piragüismo - Remo - Rugby en silla de ruedas - Tenis en silla de ruedas - Tenis de mesa | - Tiro - Tiro con arco - Vela - Voleibol sentado |

### Países participantes
Los deportistas rusos fueron expulsados de la competición luego de que el CPI suspendiera al Comité Paralímpico Ruso en respuesta al escándalo de dopaje. El 5 de agosto de 2016, el CPI anunció el establecimiento de un equipo de atletas refugiados bajo el nombre de Equipo de Atletas Paralímpicos Independientes. Igualmente, los Juegos Olímpicos de Río de Janeiro 2016 contaron con un grupo similar conformado por 10 deportistas refugiados. El 26 de agosto de 2016, el CPI anunció los dos miembros del equipo: el nadador Ibrahim Al Hussein de Siria (50 y 100 metros estilo libre S10) y el atleta Shahrad Nasajpour de Irán (lanzamiento de disco F37).
| \| - Afganistán (AFG) - Argelia (ALG) - Angola (ANG) - Argentina (ARG) (82) - Armenia (ARM) - Aruba (ARU) - Australia (AUS) (177) - Austria (AUT) (26) - Azerbaiyán (AZE) (1) - Baréin (BRN) - Bielorrusia (BLR) (1) - Bélgica (BEL) (29) - Benín (BEN) - Bermudas (BER) - Bosnia y Herzegovina (BIH) (11) - Botsuana (BOT) - Brasil (BRA) (285) - Bulgaria (BUL) - Burkina Faso (BUR) - Burundi (BDI) - Camboya (CAM) - Camerún (CMR) - Canadá (CAN) (162) - Cabo Verde (CPV) - República Centroafricana (CAF) - Chile (CHI) (15) - República Popular China (CHN) (308) - Colombia (COL) (39) - Comoras (COM) - Costa Rica (CRC) - Croacia (CRO) - Cuba (CUB) (7) - Chipre (CYP) - República Checa (CZE) (1) - Dinamarca (DEN) (1) - República Democrática del Congo (COD) - República Dominicana (DOM) - Ecuador (ECU) (5) - Egipto (EGY) \| - El Salvador (ESA) - Estonia (EST) - Etiopía (ETH) - Islas Feroe (FRO) (1) - Fiyi (FIJ) - Finlandia (FIN) (8) - Francia (FRA) (126) - Gabón (GAB) - Gambia (GAM) - Georgia (GEO) - Alemania (GER) (155) - Ghana (GHA) - Reino Unido (GBR) (256) - Grecia (GRE) (54) - Guatemala (GUA) - Guinea-Bisáu (GBS) - Haití (HAI) - Honduras (HON) - Hong Kong (HKG) (24) - Hungría (HUN) (43) - Islandia (ISL) - India (IND) (7) - Indonesia (INA) (9) - Equipo de Atletas Paralímpicos Independientes (IPA) (2) - Irán (IRI) (95) - Irak (IRQ) - Irlanda (IRL) (44) - Israel (ISR) (30) - Italia (ITA) (94) - Costa de Marfil (CIV) - Jamaica (JAM) - Japón (JPN) (1) - Jordania (JOR) - Kazajistán (KAZ) - Kenia (KEN) - Kosovo (KOS) - Kuwait (KUW) - Kirguistán (KGZ) (3) - Laos (LAO) \| - Letonia (LAT) - Lesoto (LES) - Liberia (LBR) - Libia (LBA) - Lituania (LTU) (13) - Macao (MAC) (1) - Macedonia del Norte (MKD) (2) - Madagascar (MAD) - Malaui (MAW) - Malasia (MAS) - Malí (MLI) - Malta (MLT) - Mauricio (MRI) - México (MEX) (66) - Moldavia (MDA) - Mongolia (MGL) (1) - Montenegro (MNE) - Marruecos (MAR) (10) - Mozambique (MOZ) - Birmania (MYA) - Namibia (NAM) (10) - Nepal (NEP) - Países Bajos (NED) (114) - Nueva Zelanda (NZL) (31) - Nicaragua (NCA) (8) - Níger (NIG) - Nigeria (NGR) - Corea del Norte (PRK) - Noruega (NOR) (8) - Omán (OMA) - Pakistán (PAK) - Palestina (PLE) - Panamá (PAN) - Papúa Nueva Guinea (PNG) - Perú (PER) - Filipinas (PHI) (5) - Polonia (POL) (1) - Portugal (POR) (28) - Puerto Rico (PUR) - Catar (QAT) \| - Rumania (ROU) (11) - Ruanda (RWA) - Samoa (SAM) - Santo Tomé y Príncipe (STP) - Arabia Saudita (KSA) - Senegal (SEN) - Serbia (SRB) (2) - Seychelles (SEY) - Sierra Leona (SLE) - Singapur (SIN) (12) - Eslovaquia (SVK) (1) - Eslovenia (SLO) (2) - Sudáfrica (RSA) (45) - Corea del Sur (KOR) (11) - Sudán del Sur (SSD) - España (ESP) (127) - Sri Lanka (SRI) (5) - Suecia (SWE) (54) - Suiza (SUI) (21) - Siria (SYR) - China Taipéi (TPE) (13) - Tayikistán (TJK) - Tanzania (TAN) - Tailandia (THA) (45) - Timor Oriental (TLS) - Tonga (TGA) - Trinidad y Tobago (TRI) - Túnez (TUN) - Turquía (TUR) (8) - Turkmenistán (TKM) - Uganda (UGA) - Ucrania (UKR) (168) - Emiratos Árabes Unidos (UAE) (3) - Estados Unidos (USA) (276) - Uruguay (URU) (4) - Uzbekistán (UZB) (1) - Venezuela (VEN) (24) - Vietnam (VIE) - Islas Vírgenes de los Estados Unidos (ISV) - Zimbabue (ZIM) (4) \| | | | |
| - Afganistán (AFG) - Argelia (ALG) - Angola (ANG) - Argentina (ARG) (82) - Armenia (ARM) - Aruba (ARU) - Australia (AUS) (177) - Austria (AUT) (26) - Azerbaiyán (AZE) (1) - Baréin (BRN) - Bielorrusia (BLR) (1) - Bélgica (BEL) (29) - Benín (BEN) - Bermudas (BER) - Bosnia y Herzegovina (BIH) (11) - Botsuana (BOT) - Brasil (BRA) (285) - Bulgaria (BUL) - Burkina Faso (BUR) - Burundi (BDI) - Camboya (CAM) - Camerún (CMR) - Canadá (CAN) (162) - Cabo Verde (CPV) - República Centroafricana (CAF) - Chile (CHI) (15) - República Popular China (CHN) (308) - Colombia (COL) (39) - Comoras (COM) - Costa Rica (CRC) - Croacia (CRO) - Cuba (CUB) (7) - Chipre (CYP) - República Checa (CZE) (1) - Dinamarca (DEN) (1) - República Democrática del Congo (COD) - República Dominicana (DOM) - Ecuador (ECU) (5) - Egipto (EGY) | - El Salvador (ESA) - Estonia (EST) - Etiopía (ETH) - Islas Feroe (FRO) (1) - Fiyi (FIJ) - Finlandia (FIN) (8) - Francia (FRA) (126) - Gabón (GAB) - Gambia (GAM) - Georgia (GEO) - Alemania (GER) (155) - Ghana (GHA) - Reino Unido (GBR) (256) - Grecia (GRE) (54) - Guatemala (GUA) - Guinea-Bisáu (GBS) - Haití (HAI) - Honduras (HON) - Hong Kong (HKG) (24) - Hungría (HUN) (43) - Islandia (ISL) - India (IND) (7) - Indonesia (INA) (9) - Equipo de Atletas Paralímpicos Independientes (IPA) (2) - Irán (IRI) (95) - Irak (IRQ) - Irlanda (IRL) (44) - Israel (ISR) (30) - Italia (ITA) (94) - Costa de Marfil (CIV) - Jamaica (JAM) - Japón (JPN) (1) - Jordania (JOR) - Kazajistán (KAZ) - Kenia (KEN) - Kosovo (KOS) - Kuwait (KUW) - Kirguistán (KGZ) (3) - Laos (LAO) | - Letonia (LAT) - Lesoto (LES) - Liberia (LBR) - Libia (LBA) - Lituania (LTU) (13) - Macao (MAC) (1) - Macedonia del Norte (MKD) (2) - Madagascar (MAD) - Malaui (MAW) - Malasia (MAS) - Malí (MLI) - Malta (MLT) - Mauricio (MRI) - México (MEX) (66) - Moldavia (MDA) - Mongolia (MGL) (1) - Montenegro (MNE) - Marruecos (MAR) (10) - Mozambique (MOZ) - Birmania (MYA) - Namibia (NAM) (10) - Nepal (NEP) - Países Bajos (NED) (114) - Nueva Zelanda (NZL) (31) - Nicaragua (NCA) (8) - Níger (NIG) - Nigeria (NGR) - Corea del Norte (PRK) - Noruega (NOR) (8) - Omán (OMA) - Pakistán (PAK) - Palestina (PLE) - Panamá (PAN) - Papúa Nueva Guinea (PNG) - Perú (PER) - Filipinas (PHI) (5) - Polonia (POL) (1) - Portugal (POR) (28) - Puerto Rico (PUR) - Catar (QAT) | - Rumania (ROU) (11) - Ruanda (RWA) - Samoa (SAM) - Santo Tomé y Príncipe (STP) - Arabia Saudita (KSA) - Senegal (SEN) - Serbia (SRB) (2) - Seychelles (SEY) - Sierra Leona (SLE) - Singapur (SIN) (12) - Eslovaquia (SVK) (1) - Eslovenia (SLO) (2) - Sudáfrica (RSA) (45) - Corea del Sur (KOR) (11) - Sudán del Sur (SSD) - España (ESP) (127) - Sri Lanka (SRI) (5) - Suecia (SWE) (54) - Suiza (SUI) (21) - Siria (SYR) - China Taipéi (TPE) (13) - Tayikistán (TJK) - Tanzania (TAN) - Tailandia (THA) (45) - Timor Oriental (TLS) - Tonga (TGA) - Trinidad y Tobago (TRI) - Túnez (TUN) - Turquía (TUR) (8) - Turkmenistán (TKM) - Uganda (UGA) - Ucrania (UKR) (168) - Emiratos Árabes Unidos (UAE) (3) - Estados Unidos (USA) (276) - Uruguay (URU) (4) - Uzbekistán (UZB) (1) - Venezuela (VEN) (24) - Vietnam (VIE) - Islas Vírgenes de los Estados Unidos (ISV) - Zimbabue (ZIM) (4) |

### Calendario
| A | Apertura |  | Clasificatorias | # | Eventos finales | C | Clausura |

## Medallero
El medallero de los Juegos Paralímpicos de Río de Janeiro 2016 presenta todas las medallas que fueron entregadas a los deportistas ganadores de las competiciones disputadas en dicho evento, realizado entre el  7 y el 18 de septiembre de 2016 en Río de Janeiro, Brasil.
Las medallas aparecen agrupadas por los Comités Paralímpicos Nacionales participantes y se ordenan de forma decreciente contando las medallas de oro obtenidas; en caso de haber empate, se ordena de igual forma contando las medallas de plata y, en caso de mantenerse la igualdad, se cuentan las medallas de bronce. Si dos equipos tienen la misma cantidad de medallas de oro, plata y bronce, se listan en la misma posición y se ordenan alfabéticamente.

 Leyenda:

     Oro para los países que consiguieron, al menos, una medalla de oro.
     Plata para los países que no consiguieron ninguna medalla de oro, pero sí, al menos, una medalla de plata.
     Bronce para los países que no consiguieron ninguna medalla de oro o de plata, pero sí, al menos, una medalla de bronce.
     Azul para los países que no consiguieron ninguna medalla.
     Rojo para las entidades que no participaron.

### Medallero
País organizador (Brasil)
| # Pos | País                          | Oro | Plata | Bronce | Total |
| ----- | ----------------------------- | --- | ----- | ------ | ----- |
| 1     | República Popular China (CHN) | 107 | 81    | 51     | 239   |
| 2     | Reino Unido (GBR)             | 64  | 39    | 44     | 147   |
| 3     | Ucrania (UKR)                 | 41  | 37    | 39     | 117   |
| 4     | Estados Unidos (USA)          | 40  | 44    | 31     | 115   |
| 5     | Australia (AUS)               | 22  | 30    | 29     | 81    |
| 6     | Alemania (GER)                | 18  | 25    | 14     | 57    |
| 7     | Países Bajos (NED)            | 17  | 19    | 26     | 62    |
| 8     | Brasil (BRA)                  | 14  | 29    | 29     | 72    |
| 9     | Italia (ITA)                  | 10  | 14    | 15     | 39    |
| 10    | Polonia (POL)                 | 9   | 18    | 12     | 39    |

## Símbolos

### Emblema
El emblema oficial de los Juegos Paralímpicos fue diseñado por la agencia brasileña Tatíl Design y revelado el 26 de noviembre de 2011, durante el encendido del árbol de Navidad en el Lago Rodrigo de Freitas. El emblema mezcla un corazón y el símbolo de infinito, representando un corazón latiente y la «energía infinita para superar los obstáculos». El presidente del CPI, Phillip Craven, explicó que, en su opinión, simboliza el «corazón» de los atletas, quienes son también el «corazón» del movimiento paralímpico. Al igual que el símbolo olímpico, el paralímpico fue diseñado de tal forma que pudiera ser reproducido en versiones de dos y tres dimensiones, como es el caso de una escultura utilizada durante la presentación.

### Mascota
Las mascotas oficiales de los Juegos Olímpicos y Paralímpicos de 2016 fueron presentadas el 24 de noviembre de 2014. Sus respectivos nombres, Vinicius y Tom, fueron elegidos por el público vía Twitter y anunciados el 14 de diciembre de 2014. Nombrado en honor al músico brasileño Tom Jobim, la mascota paralímpica representa la flora brasileña y «siempre está creciendo y superando obstáculos». La historia de fondo ficticia de las mascotas señala que ambas nacieron a partir de la alegría de los brasileños tras el anuncio de que Río sería la sede de los Juegos. Beth Lula, directora de marca, aseguró que, con las mascotas, se buscó reflejar la diversidad del pueblo y la cultura de Brasil.